# 微笑，媽媽
《微笑，媽媽》（韓語：웃어요 엄마），為SBS於週末晚間播出的韓國電視劇。故事主要敘述四位（趙福喜、朴荀子、尹敏珠、姜緒風）不同的母親，和他們的女兒之間的衝突及親情；以及一個女人向丈夫報仇，並迎向第二春的故事。
該劇是由憑《妻子的誘惑》成名的金順玉作家執筆，但劇集收視不盡理想，雖然演員的演技獲得好評，但不合理而背離現實的劇情設定收獲負評，且在青少年視聽保護時段播映不倫理與過激的內容而遭廣播通信審議委員會警告。
2015年2月28日起，于中国中央电视台电视剧频道 《海外剧场》栏目播出；收视率在0.25%以上。

## 人物介紹

### 主要角色
- 李美淑 飾演 趙福喜

莫累、達萊與素蘿的媽媽，是個為了兒女的成功，不惜一切將兒女逼至極限的女王蜂媽媽。年輕時放棄明星夢進入家庭，丈夫破產後，過著有名無實的夫妻生活，只為兒女而活。
- 朴元淑 飾演 朴荀子[註 2]

神英的媽媽，一生注定是丈夫的影子及奴隸，一大把的年紀，還要服侍高高在上的丈夫。
- 池秀媛 飾演 尹敏珠

延佑的媽媽，福喜的老友，是名大學教授。遭丈夫背叛後，埋首工作而忽視子女，導致親子關係緊張，也不懂得如何表達母愛。和助教李康少墜入一段忘年之戀，結果康少卻是破壞他家庭的第三者的弟弟。
- 林藝真 飾演 姜緒風[註 3]

荀子的小姑，神英的姑姑。雖然有些無知、滑稽，但她是個有義氣又堅毅的女子。未婚生子後出嫁，孩子送養卻走失，隨後悔婚。她憎恨破壞姪女婚姻的寶美，殊不知寶美正是自己朝思暮想的女兒。
- 尹晶喜 飾演 姜神英[註 4]

荀子的女兒，莫累的妻子。聰慧又善良，為了家庭與丈夫的事業，甘願忍氣吞聲、奔走四方。當他發現丈夫的婚外情，以及女兒受傷的真相後，她決心向莫累及寶美復仇，後來遇到了真命男人出現，延佑默默守護好她的心
- 李在煌 飾演 信莫累[註 5]

神英的丈夫，福喜的大兒子。是個膽小無能又無法抵擋誘惑的男人，他靠著聰慧的妻子朝著國會議員之位邁進，當他與初戀寶美重逢，旋即背叛了糟糠之妻。
- 高恩美 飾演 黃寶美／吳慧真／小慈

莫累的初戀，高中時遭福喜迫害並流產，如今成為精明能幹的國會議員助理，她決心向福喜宣戰，卻再次愛上莫累。兒時在市場與養父母走失，自此成為孤兒，然而她的親生母親，竟是她處處陷害的神英的姑姑。
- 金鎮祐 飾演 裴延佑

敏珠的兒子，報社政治部記者，個性冷酷又挑惕的男人，和母親水火不容。家庭的缺失而無法信任愛情，只懂埋首工作。曾經嘗試接受達萊的心意，卻遭到福喜的阻攔，並遇見受迫害的神英，後來跟神英結婚。
- 徐俊英 飾演 李康少

敏珠的助教，愛上和自己年紀相差甚大、總是孤獨的敏珠，卻沒想到姊姊竟是自己幸福的絆腳石。
- 姜珉炅（兒時：全敏書） 飾演 信達萊[註 6][註 7]

福喜的女兒，個性內向又害羞，卻被迫追求母親未能達成的明星夢。雖然暗戀著延佑，但她的人生，甚至愛情都得被母親操控。

### 福喜家
- 金容建 飾演 信琦峰[註 7]

福喜的丈夫，莫累、達萊與素蘿的父親。出身富裕家庭而從未嘗過任何苦，事業失敗後得看妻子的臉色過活，卻因孤獨而曾背叛妻子。
- 鄭智安 飾演 信素蘿[註 7][註 8]

莫累的小妹，懷著諧星夢。自幼得不到母親的關愛，渾然不知自己是父親的私生女。
- 姜睿序飾演 幼蘿[註 7]

神英與莫累的女兒，在遭逢某次意外後，不僅失語還失憶。
- 朴星珉 飾演 具賢世

達萊的未婚夫，大韓民國十大財閥第一集團的繼承人。外表看似溫文儒雅，實際上是個為了得到所要的人事物，可以用盡各種齷齪手段的偽君子。

### 荀子家
- 尹柱相 飾演 姜動風[註 9]

荀子的丈夫，神英的父親。大男人主義者又重男輕女，總是自己為是的折磨著妻子。
- 徐東沅 飾演 姜渡英[註 10]

荀子的兒子，神英的哥哥。滿懷虛榮心，總是打腫臉充胖子地到處騙人，是個不上進的男子。
- 黃寶羅 飾演 金美蘇[註 11]

渡英的妻子，出身單親的富裕世家。雖然是個浪費又奢侈的少根筋拜金女，但她相當渴望家庭的溫暖。

### 敏珠家
- 呂敏珠 飾演 裴延書

敏珠的女兒，延佑的妹妹。無法諒解父母間的紛爭為何波及子女，直到父親的情婦現身，才發現母親的用心。

### 其他人物
- 鄭燦 飾演 崔政運

神英的大學學長兼初戀情人，如今是個成功的企業家，仍忘不了神英。
- 李賢慶

康少的姊姊，敏珠前夫的外遇對象，相當排斥敏珠一家人，並極力阻止康少和敏珠的戀情。
- 裴格林 飾演 白玫瑰

達萊自幼以來的演藝勁敵，某次因福喜知情不告而摔落故障的電梯井，重創演藝生涯。
- 朴俊錦

玫瑰的媽媽，長年與福喜為敵。
- 金宣敬 飾演 安老師

韓國歌唱老師的第一把交椅
- 李美恩 飾演 慧蓮

神英的前輩
- 元鍾禮

朴福萬議員的夫人
- 成昌勳

電視劇PD
- 成昌勳

具賢世的秘書

### 特別演出
- 孫賢周（第31集）

政策委議長
- 鄭漢憲 飾演 朴福萬[註 12]

國會議員
- 張元英 飾演 文導演
- 青林 飾演 Mac

著名歌手，仗著自己的名聲，試圖侵犯達萊。
- 徐智英 飾演 鄭素熙[註 8]

著名歌手，Mac的未婚妻。
- 崔弼立

電影演員

## 歌曲

### 原聲帶
| 發行日期：2011年3月28日 | 發行日期：2011年3月28日 | 發行日期：2011年3月28日 | 發行日期：2011年3月28日 | 發行日期：2011年3月28日 | 發行日期：2011年3月28日 | 發行日期：2011年3月28日                            | 發行日期：2011年3月28日 |
| 曲序                    | 曲目                    |                         | 作曲                    | 编曲                    | 演唱                    | 备注                                               | 时长                    |
| ----------------------- | ----------------------- | ----------------------- | ----------------------- | ----------------------- | ----------------------- | -------------------------------------------------- | ----------------------- |
| 1.                      | 比星星比月亮            | 金元                    | 金元                    | 金元                    | 朴智憲                  | OST Part.1（片頭曲）                               | 3:25                    |
| 2.                      | 一個人                  | 趙恩熙                  | 申仁守                  | 徐義廷                  | Davichi                 | OST Part.8 （第37－50集片尾曲）                    | 3:53                    |
| 3.                      | 無法愛了                | Rhymer 許仁昌           | 李冠                    | 李冠                    | 林正姬                  | OST Part.3                                         | 3:22                    |
| 4.                      | 刺                      | 鄭進煥                  | 朴世俊                  |                         | 孫昊永                  | OST Part.5 （第15－18、30、32集片尾曲）            | 4:06                    |
| 5.                      | 傻瓜呀                  | 玩耍的兒童              | 玩耍的兒童 認識的兒童   | 玩耍的兒童 認識的兒童   | 瑟琪                    | OST Part.6                                         | 4:25                    |
| 6.                      | 你算什麼                | 金元                    | 金元                    | 金元                    | 一樂 朴智憲             | OST Part.4 （第21－29、31、33－35集片尾曲）        | 4:13                    |
| 7.                      | 拋棄                    | 鄭進煥                  | 朴世俊                  |                         | Zion                    | OST Part.2 （第1－14、16－17、19－20、32集片尾曲） | 3:32                    |
| 8.                      | 心痛                    | 申仁守                  | 申仁守                  | 申仁守                  | 申在                    | OST Part.7 （第36集片尾曲）                        | 4:15                    |
| 9.                      | 哭著笑著                | 金元                    | 金元                    |                         | 金鎮祐                  | OST Part.9                                         | 4:04                    |
| 10.                     | Waltz Within            |                         | 宋鎮錫                  | 宋鎮錫                  |                         |                                                    | 1:57                    |
| 11.                     | 刺 （inst.）            |                         | 朴世俊                  |                         |                         | OST Part.5                                         | 4:02                    |
| 12.                     | Warm Hands              |                         | 宋鎮錫                  | 宋鎮錫                  |                         |                                                    | 1:54                    |
| 13.                     | 拋棄 （inst.）          |                         | 朴世俊                  |                         |                         | OST Part.2 （第15、18集片尾曲）                    | 2:23                    |
| 14.                     | 媽媽的眼淚              |                         | 李念                    |                         |                         |                                                    | 2:20                    |
| 15.                     | 無法愛了 （inst.）      |                         | 李冠                    | 李冠                    |                         | OST Part.3                                         | 2:05                    |
| 16.                     | 男人的命運              |                         | 李念                    |                         |                         |                                                    | 1:50                    |
| 17.                     | 傻瓜呀 （inst.）        |                         | 玩耍的兒童 認識的兒童   | 玩耍的兒童 認識的兒童   |                         | OST Part.6                                         | 2:19                    |
| 18.                     | The Last Page           |                         | 宋鎮錫                  | 宋鎮錫                  |                         |                                                    | 1:56                    |
| 19.                     | The Red Cello           |                         | 金東赫                  |                         |                         |                                                    | 1:36                    |
| 总时长：                | 总时长：                | 总时长：                | 总时长：                | 总时长：                | 总时长：                | 总时长：                                           | 57:37                   |

### 其他搭配歌曲
- 台灣八大戲劇台首播版本
  - 片尾曲：蕭敬騰《複製人》
- 重播
  - 片頭曲：童立安《老了怎麼辦》、《忘了你的美》
  - 片尾曲：李翊君《忘不了愛過的我》

## 記事
- 尹敏珠一角原定由河有美飾演，但最終改由池秀媛飾演。[2]
- 高恩美與金容建是時隔兩年繼《還是喜歡你》後，再次合作演出金順玉作家的作品，前次兩人飾演父女，此次則飾演公公與媳婦，也是高恩美再次演繹惡角。
- 高恩美與尹柱相時隔四年繼《MBC Best劇場（朝鲜语：MBC 베스트극장）－高湯的滋味》後再次合作，前次飾演父女，此次則飾演舅舅與外甥女。
- 李在煌是繼《妻子的誘惑》與《天使的誘惑》後，三度與金順玉作家合作，並首挑惡角。
- 李在煌與鄭燦是時隔5年繼《那年夏天的颱風》後，再次合作演出SBS週末劇場。
- 池秀媛與李賢慶是繼《珍惜現在》後，時隔四年再度合作，前次飾演好友，此次飾演勢不兩立的元配與情婦。

## 外部連結
- 官方网站
- 臺灣八大電視官方網站（繁體中文）

| 韓國 SBS 週末劇場                           | 韓國 SBS 週末劇場                                | 韓國 SBS 週末劇場 |
| ------------------------------------------- | ------------------------------------------------ | ----------------- |
|                                             | 微笑，媽媽 （2010年11月6日 - 2011年4月24日）     |                   |
| 鄰居冤家 （2010年3月13日 - 2010年10月31日） | 我的愛在我身邊 （2011年5月7日 - 2011年10月23日） |                   |

| 台灣 八大戲劇台 星期一至五21:00 - 22:00 7月7日改為20:00 - 22:00，7月28日改為20:00 - 21:00 | 台灣 八大戲劇台 星期一至五21:00 - 22:00 7月7日改為20:00 - 22:00，7月28日改為20:00 - 21:00 | 台灣 八大戲劇台 星期一至五21:00 - 22:00 7月7日改為20:00 - 22:00，7月28日改為20:00 - 21:00 |
| ----------------------------------------------------------------------------------------- | ----------------------------------------------------------------------------------------- | ----------------------------------------------------------------------------------------- |
|                                                                                           | （2011年6月8日 - 2011年8月4日）                                                           |                                                                                           |
| 笑吧！東海 （2011年3月17日 - 2011年7月6日）                                               | 燦爛人生 （2011年7月28日 - 2011年9月21日）                                                |                                                                                           |
| 星期一至五18:00 - 19:00                                                                   |                                                                                           |                                                                                           |
| 愛的選擇 （2015年3月18日 - 2015年4月30日）                                                | （2015年5月1日 - 2015年6月15日）                                                          | 歡樂滿屋 （2015年6月16日 - 2015年7月27日）                                                |

| 新加坡、 马来西亚、 柬埔寨、 印度尼西亞 ONE 星期一至五 17:10 - 18:25（UTC+8） | 新加坡、 马来西亚、 柬埔寨、 印度尼西亞 ONE 星期一至五 17:10 - 18:25（UTC+8） | 新加坡、 马来西亚、 柬埔寨、 印度尼西亞 ONE 星期一至五 17:10 - 18:25（UTC+8） |
| ----------------------------------------------------------------------------- | ----------------------------------------------------------------------------- | ----------------------------------------------------------------------------- |
|                                                                               | 微笑吧！！妈妈 （2011年7月22日—2011年9月29日）                                |                                                                               |
| 玻璃城堡 （2011年5月12日—2011年7月21日）                                      | 儿媳妇与少奶奶 （2011年9月30日—2011年12月30日）                               |                                                                               |

| 中國 中国中央电视台电视剧频道 | 中國 中国中央电视台电视剧频道 | 中國 中国中央电视台电视剧频道 |
| ----------------------------- | ----------------------------- | ----------------------------- |
|                               | 微笑媽媽                      |                               |
| —                             | —                             |                               |